# رور (بيمنتة)
رور هي بلدية في مدينة تورينو الحضرية في منطقة بيمنتة الإيطالية، وتقع على بعد حوالي 45 كيلومترا (28 ميلا) غرب تورينو في فال تشيسوني.

## بلديات مجاورة
تقع رور على حدود البلديات التالية: بوسولينو، سان جوريو دي سوسا، ماتي، كواز، فينيستريل، بيروزا أرجنتينا، ماسيلو وبيريرو.

## وصلات خارجية
- الموقع الرسمي